# Mattias Janmark
Mattias Janmark-Nylén (* 8. Dezember 1992 in Stockholm) ist ein schwedischer Eishockeyspieler, der seit Juli 2022 bei den Edmonton Oilers in der National Hockey League unter Vertrag steht. Zuvor verbrachte der Center fünf Jahre bei den Dallas Stars und spielte kurzzeitig für die Chicago Blackhawks und die Vegas Golden Knights. Mit der schwedischen Nationalmannschaft gewann er die Goldmedaille bei der Weltmeisterschaft 2018.

## Karriere

### Anfänge in Schweden

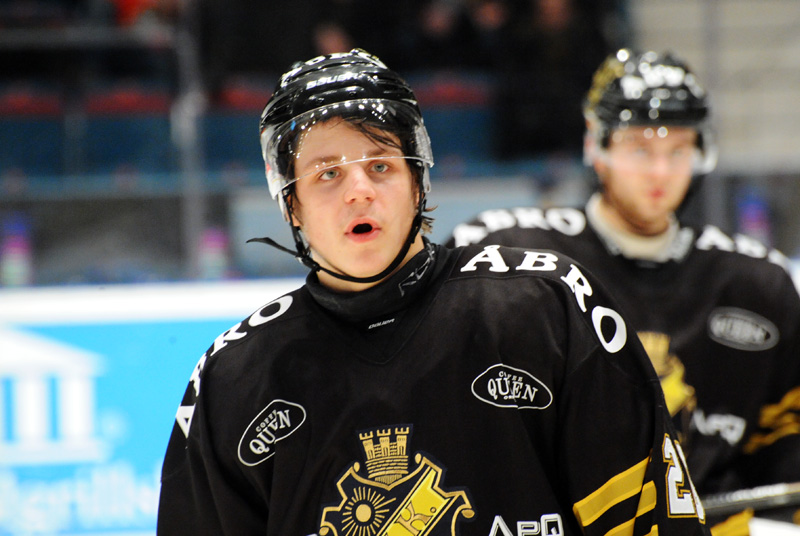
Janmark im Trikot von AIK Ishockey (2013)

Mattias Janmark wurde in Stockholm geboren und spielte in seiner Jugend – ebenso wie sein vier Jahre älterer Bruder Jonatan – für den SDE HF, ein Nachwuchsteam aus Stocksund, einem Vorort der schwedischen Hauptstadt. Während der Saison 2008/09 wechselte der Center in die U18-Juniorenmannschaft des damaligen Zweitligisten AIK Ishockey aus Solna. Bereits im Jahr darauf absolvierte er erste Einsätze in der J20 SuperElit, der höchsten Juniorenliga Schwedens. In seiner ersten kompletten Saison in der SuperElit kam Janmark auf 28 Scorerpunkte in 40 Spielen und wurde mit Beginn der folgenden Saison zum Mannschaftskapitän ernannt. In dieser steigerte er seine persönliche Statistik deutlich auf 61 Punkte in 40 Spielen, sodass er nach Ende der Junioren-Saison in den A-Kader des AIK berufen wurde und in der Folge seine ersten 18 Profi-Einsätze in der Elitserien, der höchsten schwedischen Liga, absolvierte.
In der Spielzeit 2012/13, die er komplett im A-Kader des AIK verbrachte, erzielte Janmark 14 Tore und 17 Vorlagen in 55 Spielen, was ihm eine von vier Nominierungen als Rookie des Jahres einbrachte (späterer Sieger war jedoch William Karlsson). Gleichzeitig erregte der Angreifer ausreichend Aufmerksamkeit, um im NHL Entry Draft 2013 an 79. Position von den Detroit Red Wings ausgewählt zu werden. Vorerst blieb Janmark jedoch in seiner Heimat beim AIK, mit dem er in der Saison 2013/14 in die HockeyAllsvenskan abstieg. Kurz darauf nahmen ihn die Grand Rapids Griffins, das Farmteam der Red Wings aus der American Hockey League (AHL), probeweise bis zum Saisonende unter Vertrag, sodass er auf seine ersten acht Einsätze in Nordamerika kam. Einen bleibenden Eindruck hinterließ der Center allerdings nicht, sodass er wenig später nach Schweden zurückkehrte, wo ihn der AIK im Juni 2014 an den Frölunda HC abgab, sodass Janmark weiterhin erstklassig spielte.
Während der Saison 2014/15, in der er 36 Punkte für den Frölunda HC produzierte, gaben die Red Wings seine NHL-Rechte samt Mattias Bäckman an die Dallas Stars ab und erhielten im Gegenzug Erik Cole. „Drahtzieher“ des Transfers war Jim Nill, General Manager der Dallas Stars, der 2013 noch als Scout für Detroit tätig und maßgeblich daran beteiligt war, dass die Red Wings den Schweden im NHL Entry Draft 2013 auswählten. Wie im Jahr zuvor reiste Janmark auch 2015 nach der beendeten Saison in die Vereinigten Staaten, um für die Texas Stars, das Farmteam der Dallas Stars, zu spielen, wobei er allerdings nur auf einen einzigen Einsatz in den Calder-Cup-Playoffs kam.

### NHL
Damit stand eigentlich fest, dass Janmark noch mindestens ein weiteres Jahr in Schweden verbringen sollte, sodass er die Saison 2015/16 bereits im Spätsommer beim Frölunda HC in der Champions Hockey League begann. Im September reiste er für ein Nachwuchs-Turnier und das Trainingslager der Stars erneut nach Nordamerika, allerdings ohne große Erfolgsaussichten. Jedoch überzeugte Janmark in der Vorbereitung derart, dass er nicht nur alle Vorbereitungsspiele absolvierte, sondern tatsächlich den Sprung in den finalen NHL-Kader der Stars schaffte. Darauf folgte ein beeindruckender Start in seine Rookie-Saison, bei dem er in seinen ersten beiden Pflichtspielen jeweils nach wenigen Sekunden mit dem ersten Schuss sein erstes und zweites NHL-Tor erzielte. Durch zwei Assists in den beiden folgenden Partien wurde er zum ersten Spieler der Franchise-Geschichte, der in seinen ersten vier NHL-Spielen jeweils einen Scorerpunkt erzielt.
Ende September 2016 wurde bekannt, dass bei Janmark eine Osteochondrosis dissecans im Knie diagnostiziert wurde, eine Erkrankung von Knorpel und Knochen im Gelenk. Die Behandlung machte eine Operation nötig, sodass der Schwede die gesamte Saison 2016/17 ausfiel. Anschließend etablierte er sich wieder als regelmäßiger Scorer im Aufgebot der Stars und erreichte mit dem Team in den Playoffs 2020 das Endspiel um den Stanley Cup, unterlag dort allerdings den Tampa Bay Lightning. Nach der Spielzeit 2019/20 wurde sein auslaufender Vertrag nach fünf Jahren in Texas nicht verlängert, sodass er sich im Oktober 2020 als Free Agent den Chicago Blackhawks anschloss.
In Chicago war Janmark bis April 2021 aktiv, als er kurz vor der Trade Deadline an die Vegas Golden Knights abgegeben wurde. Die Blackhawks erhielten im Gegenzug ein Zweitrunden-Wahlrecht für den NHL Entry Draft 2021 sowie ein Drittrunden-Wahlrecht für den NHL Entry Draft 2022. Um zusätzliches Gehalt gegenüber dem Salary Cap einzusparen, wurde er jedoch zuvor kurzzeitig zu den San Jose Sharks transferiert, die die Hälfte seines Gehalts übernahmen und dafür ein Fünftrunden-Wahlrecht im Draft 2022 von Vegas erhielten. Darüber hinaus übernahmen die Golden Knights den Vertrag von Nick DeSimone von San Jose.
Nach der Saison 2021/22 wurde sein auslaufender Vertrag in Las Vegas nicht verlängert, sodass er sich als Free Agent den Edmonton Oilers anschloss. In den Playoffs 2024 erreichte der Schwede mit den Oilers sein zweites Stanley-Cup-Endspiel nach 2020, verlor jedoch auch dieses, mit 3:4 gegen die Florida Panthers. Gleiches geschah am Ende der Playoffs 2025, als Edmonton mit 2:4 erneut an den Panthers scheiterte.

### International
Auf internationalem Niveau vertrat Janmark sein Heimatland in den Saisons 2013/14 und 2014/15 bei der Euro Hockey Tour, wobei das Team 2015 die Goldmedaille gewann. Anschließend nahm er mit den Tre Kronor an der Weltmeisterschaft 2018 teil und gewann dort mit der Mannschaft ebenfalls die Goldmedaille.

## Erfolge und Auszeichnungen
- 2018 Goldmedaille bei der Weltmeisterschaft

## Karrierestatistik
Stand: Ende der Saison 2024/25

### International
Vertrat Schweden bei:
- Weltmeisterschaft 2018

(Legende zur Spielerstatistik: Sp oder GP = absolvierte Spiele; T oder G = erzielte Tore; V oder A = erzielte Assists; Pkt oder Pts = erzielte Scorerpunkte; SM oder PIM = erhaltene Strafminuten; +/− = Plus/Minus-Bilanz; PP = erzielte Überzahltore; SH = erzielte Unterzahltore; GW = erzielte Siegtore; 1 Play-downs/Relegation; Kursiv: Statistik nicht vollständig)